# ديفيد ك. كلارك
ديفيد ك. كلارك (بالإنجليزية: David C. Clark)‏ هو قاضي وسياسي أمريكي، ولد في 14 أغسطس 1926 في باد إكس في الولايات المتحدة، وتوفي في 24 ديسمبر 2015 في بالم بيتش في الولايات المتحدة. حزبياً، نشط في الحزب الجمهوري. وقد انتخب عضو مجلس نواب فلوريدا.